# 唐纳德·里奇
唐纳德·里奇（英語：Donald Richie，1924年4月17日—2013年2月19日），美国作家、影评家、导演、编剧、作曲，生于美国俄亥俄州艾伦县利马，自20世纪50年代起长期居住在日本，一直致力于日本电影的研究，有过许多与日本电影有关的专著和文艺评论，并导演过多部实验电影作品。

## 生平
唐纳德·里奇出生於俄亥俄州利馬。第二次世界大战期间，里奇在自由轮上担任事务长和医药官，1942年他出版了他的第一部作品，一部短篇小说《Tumblebugs》。
二战之后的1947年，唐纳德·里奇随同进驻日本的美军部队首次到达日本，并供职于《星条旗报》，先后从事打字员和专栏作家的职务。在此期间，唐纳德·里奇逐渐对日本电影产生浓厚兴趣，并开始在《星条旗报》发表有关日本电影的影评，1948年，他结识了日本知名导演小津安二郎，在他們長期的友誼中，里奇和小津密切合作，向西方推廣日本電影。
随后，唐纳德·里奇返回美国，并于1949年进入哥伦比亚大学深造，至1953年毕业并获得学士学位。唐纳德·里奇是公开的双性恋，由于日本社会对于同性关系的宽容，在取得学士学位的1953年，唐纳德·里奇便立刻返回日本，并供职于《日本时报》。在20世纪之后的大部分时间里，唐纳德·里奇长期居住在日本。
2013年2月19日，唐纳德·里奇在东京逝世。

## 主要作品
- 《黑泽明的电影》（英語：The Films of Akira Kurosawa），1965年第一版，加利福尼亚大学出版社。